# Браун, Джеймс (футболист, 1890-е годы)
Джеймс Бра́ун (англ. James Brown; даты рождения и смерти неизвестны) — шотландский футболист, защитник.
Выступал за шотландский клуб «Данди Ауа Бойз». В июне 1892 года перешёл в английский клуб «Ньютон Хит» вместе с Фредом Эренцом и Джимми Купаром. Дебютировал за клуб 3 сентября 1892 года в матче Первого дивизиона против «Блэкберн Роверс» на «Ивуд Парк», в котором «Ньютон Хит» проиграл со счётом 4:3 (это был первый в истории матч «Ньютон Хит» в Футбольной лиге Англии). Всего в сезоне 1892/93 провёл за основной состав 7 матчей. В августе 1893 года вернулся в Шотландию, став игроком «Данди».
Выступая за «Ньютон Хит» в игре резервных команд столкнулся с игроком резервного состава «Дарвена» по фамилии Аспден. Через несколько дней после этого инцидента Аспден скончался от травм.